# Мителшпил
Мителшпилът e средната част от шахматната игра. Тя е най-сложна за описание, тъй като именно там се проявява най-вече тактическото и стратегическото мислене на съответния играч.
Докато при дебюта и ендшпила правилата могат да бъдат строго определени, то при мителшпила всичко зависи от комбинативността на дадения играч. В класическата теория се препоръчва да се спазват следните основни правила:
- По широк простор за дамата.
- Придвижване на пешките редом, без прекомерно раздалечаване.
- Освобождаване на поле да действие на собствените офицери – тук правилото е чуждите офицери да бъдат максимално затруднени, но предимство се дава да освобождаването на собствените.

Тези принципи са твърде условни и в практическата игра се спазват само частично.
Има разлика и в оценката на фигурите (отново условна, зависеща от конкретната ситуация). Сред различните гросмайстори има и различно разбиране. Например Капабланка в трудовете си винаги подчертава особената тежест на офицерите, докато Алехин подчертава, че при мителшпила в много случаи конете имат значително по-голяма игрова стойност. Така или иначе в играта всички тези мнения имат субективна значимост.